# Mohcine Malzi
Mohcine Malzi es un actor marroquí.

## Carrera profesional
Malzi interpretó el papel de "Abdelkader" en el largometraje de Faouzi Bensaïdi, Volubilis, junto con Nadia Kounda y Nezha Rahil. La película se proyectó en vista previa en el Festival de Cine de los Días de Venecia entre el 30 de agosto y el 9 de septiembre de 2017 y, según los informes, estaba programada para estrenarse en cines marroquíes hacia el final de ese año. Sin embargo, Telquel finalmente anunció que su estreno en cines sería el 3 de octubre de 2018.
En 2018, resultó ganador en la categoría "Mejor Actor" en el Festival Nacional de Cine de Tánger. En 2019, protagonizó la comedia dramática de Saidi Bensaïdi, Taxi Bied, junto a Mohamed El Khyari, Sahar Seddiki, Anas El Baz, Hassan Foulane y Saida Baâdi. Participó en la película, L'balisa, con Ahmed Yreziz y Jalila Tlamsi y en el largometraje aún por estrenar de Faouzi Bensaïdi, Summer Days.

## Filmografía

### Películas
| Año  | Título                           | Papel                   | Notas                   | Ref.                 |
| ---- | -------------------------------- | ----------------------- | ----------------------- | -------------------- |
| 2019 | Taxi Bied                        | Actor                   | Comedia dramática       | [ 7 ]                |
| 2017 | Volubilis                        | Abdelkader              | Drama                   | [ 4 ] [ 2 ]          |
| 2016 | Julie-Aicha                      |                         | Comedia                 | [ 10 ]               |
| 2015 | Rock the Kasbah                  | técnico afgano estrella | Comedia, Música, Guerra | [ 11 ]               |
| 2015 | Les Griffes du Passé             | Mounir                  | Novela de suspenso      | [ 12 ]               |
| 2014 | Formatage                        | Actor                   | Drama                   | [ 13 ]               |
| 2013 | Elle est diabétique 3            |                         | Comedia                 | [ 14 ]               |
| 2012 | La piedra de la paciencia        | Soldado 2               | Drama, Guerra           | [ 15 ]               |
| 2011 | Muerte en venta (Motre à vendre) | Allal                   | Drama                   | [ 16 ] [ 17 ] [ 18 ] |

### Televisión
| Año    | Título    | Papel                     | Notas                                                    | Ref.   |
| ------ | --------- | ------------------------- | -------------------------------------------------------- | ------ |
| 2019   | Ezzaima   | Karim                     | Serie de televisión (2019-2020), Drama                   | [ 19 ] |
| 2018 - | Wala alik | Actor en 1 episodio, 2018 | Serie de televisión, Drama                               | [ 20 ] |
| 2017   | Patria    | Actor                     | Serie de televisión (2011-2020), Crimen, Drama, Misterio | [ 21 ] |